# Massimiliano di Salm-Salm
Massimiliano Federico Ernesto di Salm-Salm (Castello di Anholt, 28 novembre 1732 – Anversa, 14 settembre 1773) fu principe di Salm-Salm, duca di Hoogstraten, detentore dell'ordine del Toson d'oro, cavaliere del palatino ordine di Sant'Uberto e dell'ordine militare di Maria Teresa. Fu camerlengo imperiale e reale, governatore della fortezza di Lussemburgo, e luogotenente feldmaresciallo imperiale e luogotenente feldmaresciallo della provincia dell'Alto Reno.
I suoi genitori erano il principe Nicola Leopoldo, I principe di Salm-Salm (1701-1770) e la sua prima moglie Dorotea Francesca Agnese di Salm (1702-1751).

## Biografia
In gioventù fu membro del militare ordine di Malta, poi passò alla carica di domherr del principe-arcivescovo di Colonia. Lasciò la posizione intellettuale e divenne capitano del Reggimento di Fanteria Imperiale n. 14 "Conte di Salm", in cui suo padre era il capo del reggimento. Nel 1755 divenne tenente colonnello, nel 1758 colonnello e il 26 febbraio 1763 conestabile di campo generale. Già il 2 febbraio 1749 ricevette il palatino ordine di Sant'Uberto e il 4 dicembre 1758 l'ordine militare di Maria Teresa. Il 30 novembre 1772, venne insignito anche dell'ordine del Toson d'oro. Durante la guerra dei sette anni combatté nella Battaglia di Kolín dove rimase ferito.Nel 1759, durante una battaglia ad Asch, fu fatto prigioniero di guerra dalla Prussia
Dopo la morte di suo padre ci furono dispute di successione, che impegnarono le corti imperiali. Il 5 luglio 1771 ci fu un accordo a Parigi. Egli ricevette il ducato di Hoogstraten, mentre suo fratello maggiore, tuttavia, il potere di governare. Dopo che questi morì senza eredi, il figlio di Massimiliano, Costantino fu l'unico principe di Salm e Salm-Salm..

## Famiglia
Nel 1756 sposò sua cugina Maria Ludovica Eleonora d'Assia-Rheinfels-Rotenburg (18 aprile 1729 - 6 gennaio 1800). La coppia ebbe i seguenti figli:
- Principe Nicola Leopoldo Luigi di Salm-Salm (1 giugno 1760 - 16 marzo 1768)
- Costantino Alessandro Giuseppe Giovanni Nepomuceno (22 novembre 1762 - 25 febbraio 1828), 3º principe di Salm-Salm e 3º duca di Hoogstraten

⚭ 31. dicembre 1782 principessa Vittoria Felicita di Löwenstein-Wertheim-Rochefort (2 gennaio 1769 - 29 novembre 1786)
⚭ 4. febbraio 1788 contessa Maria Valpurga di Sternberg-Manderscheid (11 maggio 1770 - 16 giugno 1806)
⚭ 12 giugno 1810 Catharina Bender, dal 28 settembre 1830 signora Salm de Loon del re di Prussia (19 gennaio 1791 - 13 marzo 1831)
- Principe Luigi Giovanni Nepomuceno Augusto di Salm-Salm (26 maggio 1765 - 23 ottobre 1765)
- Prince Giorgio Adamo Francesco (26 maggio 1766 - 12 luglio 1834) K.u.K. Rittmeister
- Principe Guglielmo Fiorentino Federico di Salm-Salm (28 settembre 1769 - 2 marzo 1824), Kapitular a Colonia, Strasburgo e Spira
- Principe Luigi Ottone Osvaldo di Salm-Sam (2 luglio 1772 - 5 febbraio 1822), colonnello sardo

⚭ Felicitas Moreno
- Principessa Maria Anna Enrichetta (28 ottobre 1773 - 18 gennaio 1776)

## Ascendenza
|                                         |                           |                                            | Genitori                                          |  |  | Nonni |  |  | Bisnonni                    |  |  | Trisnonni                  |  |
|                                         |                           |                                            |                                                   |  |  |       |  |  | 8. Carlo Fiorentino di Salm |  |  | 16. Federico Magno di Salm |  |
|                                         |                           |                                            |                                                   |  |  |       |  |  | 8. Carlo Fiorentino di Salm |  |  | 16. Federico Magno di Salm |  |
|                                         |                           | 17. Margherita Thésart                     |                                                   |  |  |       |  |  | 8. Carlo Fiorentino di Salm |  |  |                            |  |
| 4. Guglielmo Fiorentino di Salm         |                           |                                            |                                                   |  |  |       |  |  | 8. Carlo Fiorentino di Salm |  |  |                            |  |
|                                         |                           | 9. Maria Gabriella di Lalaing              | 18. Alberto di Lalaing                            |  |  |       |  |  |                             |  |  |                            |  |
|                                         |                           | 9. Maria Gabriella di Lalaing              | 18. Alberto di Lalaing                            |  |  |       |  |  |                             |  |  |                            |  |
|                                         |                           | 9. Maria Gabriella di Lalaing              | 19. Isabella di Ligne                             |  |  |       |  |  |                             |  |  |                            |  |
| 2. Nicola Leopoldo di Salm-Salm         |                           | 9. Maria Gabriella di Lalaing              |                                                   |  |  |       |  |  |                             |  |  |                            |  |
|                                         |                           | 10. Enrico Francesco di Mansfeld           | 20. Bruno III di Mansfeld                         |  |  |       |  |  |                             |  |  |                            |  |
|                                         |                           | 10. Enrico Francesco di Mansfeld           | 20. Bruno III di Mansfeld                         |  |  |       |  |  |                             |  |  |                            |  |
|                                         |                           | 10. Enrico Francesco di Mansfeld           | 21. Maria Maddalena di Torring-Seefeld            |  |  |       |  |  |                             |  |  |                            |  |
| 5. Maria Anna di Mansfeld               |                           | 10. Enrico Francesco di Mansfeld           |                                                   |  |  |       |  |  |                             |  |  |                            |  |
|                                         |                           | 11. Maria Luisa d'Aspremont-Nanteville     | 22. Carlo II d'Aspremont-Nanteville               |  |  |       |  |  |                             |  |  |                            |  |
|                                         |                           | 11. Maria Luisa d'Aspremont-Nanteville     | 22. Carlo II d'Aspremont-Nanteville               |  |  |       |  |  |                             |  |  |                            |  |
|                                         |                           | 11. Maria Luisa d'Aspremont-Nanteville     | 23. Maria Francesca di Mailly                     |  |  |       |  |  |                             |  |  |                            |  |
| 1. Massimiliano di Salm-Salm            |                           | 11. Maria Luisa d'Aspremont-Nanteville     |                                                   |  |  |       |  |  |                             |  |  |                            |  |
|                                         | 12. Carlo Teodoro di Salm | 24. Leopoldo Filippo Carlo di Salm         |                                                   |  |  |       |  |  |                             |  |  |                            |  |
|                                         | 12. Carlo Teodoro di Salm | 24. Leopoldo Filippo Carlo di Salm         |                                                   |  |  |       |  |  |                             |  |  |                            |  |
|                                         | 12. Carlo Teodoro di Salm | 25. Maria Anna di Bronckhorst-Batenburg    |                                                   |  |  |       |  |  |                             |  |  |                            |  |
| 6. Luigi Ottone di Salm                 | 12. Carlo Teodoro di Salm |                                            |                                                   |  |  |       |  |  |                             |  |  |                            |  |
|                                         |                           | 13. Luisa Maria del Palatinato             | 26. Edoardo del Palatinato-Simmern                |  |  |       |  |  |                             |  |  |                            |  |
|                                         |                           | 13. Luisa Maria del Palatinato             | 26. Edoardo del Palatinato-Simmern                |  |  |       |  |  |                             |  |  |                            |  |
|                                         |                           | 13. Luisa Maria del Palatinato             | 27. Anna Maria di Gonzaga-Nevers                  |  |  |       |  |  |                             |  |  |                            |  |
| 3. Dorotea Francesca Agnese di Salm     |                           | 13. Luisa Maria del Palatinato             |                                                   |  |  |       |  |  |                             |  |  |                            |  |
|                                         |                           | 14. Maurizio Enrico di Nassau-Hadamar      | 28. Giovanni Ludovico di Nassau-Hadamar           |  |  |       |  |  |                             |  |  |                            |  |
|                                         |                           | 14. Maurizio Enrico di Nassau-Hadamar      | 28. Giovanni Ludovico di Nassau-Hadamar           |  |  |       |  |  |                             |  |  |                            |  |
|                                         |                           | 14. Maurizio Enrico di Nassau-Hadamar      | 29. Ursula di Lippe                               |  |  |       |  |  |                             |  |  |                            |  |
| 7. Albertina Giovanna di Nassau-Hadamar |                           | 14. Maurizio Enrico di Nassau-Hadamar      |                                                   |  |  |       |  |  |                             |  |  |                            |  |
|                                         |                           | 15. Anna Luisa di Manderscheid-Blankenheim | 30. Salentino Ernesto di Manderscheid-Blankenheim |  |  |       |  |  |                             |  |  |                            |  |
|                                         |                           | 15. Anna Luisa di Manderscheid-Blankenheim | 30. Salentino Ernesto di Manderscheid-Blankenheim |  |  |       |  |  |                             |  |  |                            |  |
|                                         |                           | 15. Anna Luisa di Manderscheid-Blankenheim | 31. Ernestina di Sayn-Wittgenstein-Hachenburg     |  |  |       |  |  |                             |  |  |                            |  |
|                                         |                           | 15. Anna Luisa di Manderscheid-Blankenheim |                                                   |  |  |       |  |  |                             |  |  |                            |  |